# فيدا كارينياوسكاس
فيدا كارينياوسكاس (بالليتوانية: Vaidas Kariniauskas)‏ مواليد 16 نوفمبر 1993 في أليتس، ليتوانيا، هو لاعب كرة سلة ليتواني. بدأ مسيرته الاحترافية في سنة 2009. يلعب في الدوري الروماني لكرة السلة كلاعب هجوم خلفي. يحمل الرقم 93. يبلغ طوله 6 قدم 6 بوصة (2.0 م). مثّل منتخب بلاده. شارك في دورة الألعاب الأولمبية الصيفية سنة 2016. لعب مع زالغيريس لكرة السلة وبالاكانسترو كانتو.

## روابط خارجية
- فيدا كارينياوسكاس على موقع الاتحاد الدولي لكرة السلة (الإنجليزية)
- فيدا كارينياوسكاس على موقع الدوري الأوروبي لكرة السلة (الإنجليزية)
- فيدا كارينياوسكاس على موقع كرة السلة الأوروبية.كوم (الإنجليزية)
- فيدا كارينياوسكاس على موقع ريلجم (الإنجليزية)
- فيدا كارينياوسكاس على موقع بروبوليرز (الإنجليزية)
- فيدا كارينياوسكاس على موقع سبورتس رفرنس (الإنجليزية)
- فيدا كارينياوسكاس على موقع أوليمبيديا (الإنجليزية)